# Sportpark Eschen-Mauren
Le Sportpark Eschen-Mauren est un stade basé à Eschen, au Liechtenstein. Il est uniquement utilisé pour les rencontres de football. 

## Histoire
L'enceinte a une capacité de 6 000 places, dont 500 assises. C'est le plus ancien stade de football du pays, puisque le Rheinpark Stadion n'a été construit qu'en 1998.
Il sert de stade d'accueil pour les rencontres de l'USV Eschen/Mauren, qui joue en 3e division du championnat de Suisse de football.
Le Sportpark Eschen-Mauren a également accueilli les rencontres à domicile de l'équipe nationale du Liechtenstein, jusqu'en 1998.